# Wild Blue Yonder
"Wild Blue Yonder" (→거친 창공 너머, 디플 부제: 와일드 블루 욘더)는 영국의 SF 드라마 《닥터 후》 60주년 스페셜의 두번째 에피소드이다. 영국에서는 2023년 12월 2일에 BBC One과 BBC iPlayer에서, 해외에서는 동시각 (한국 기준 12월 3일)에 디즈니 플러스를 통해 공개되었다. 각본은 러셀 T 데이비스, 감독은 톰 킹슬리가 맡았다.
에피소드의 줄거리는 타디스의 난동으로 머나먼 우주 '창조의 끝자락'에 내걸린 버려진 우주선에 갇혀버리게 된 14대 닥터와 도나 노블의 이야기를 담고 있다. 두 사람은 버려진 기지에 울려퍼지는 알 수 없는 단어와 녹슨 로봇, 그리고 예상 밖의 존재와 마주하면서 미스터리의 근원을 파헤친다.

## 줄거리
1666년 잉글랜드 교외, 아이작 뉴턴이 사과나무에 앉아 자신의 연구를 정리하고 있었다. 그 때 갑자기 나타난 타디스가 나무 위에 박히면서 뉴턴은 머리에 사과를 맞는다. 닥터와 도나는 뉴턴에게 말을 걸어 정확한 이동좌표를 알아내는 한편, 당신이라면 중력의 힘을 알아내리란 말과 함께 타디스를 출발시켜 사라진다. 뉴턴은 '중력' (Gravity)이란 말을 '뭉력' (Mavity)으로 잘못 알아듣고는 마음에 들어한다.
타디스가 어느 기지의 벽에 충돌하고, 닥터와 도나가 빠져나온 순간 '와일드 블루 욘더'라는 곡을 울리며 거센 불길을 내뿜고 내부도 엉망이 되고 만다. 닥터는 소닉 스크류드라이버를 타디스 열쇠구멍에 꽂아 내부를 리부트 시킨다. 타디스가 있는 방에서 나와 끝없이 이어진 기계 타일의 복도를 걸어가던 닥터와 도나. 그 다음 순간, 타디스가 난데없이 어디론가 출발해 사라져 버린다. 닥터는 착륙시 위험요인이 있을 때 자동으로 그곳을 떠나는 '해즈'라는 보안 기능이 재활성화된 탓이라고 설명한다. 두 사람은 타디스가 다시 나타나도록 이곳의 위험 요인을 찾아 해결하러 나선다. 복도로 다시 나선 닥터와 도나는 알 수 없는 단발성 단어가 울려퍼지고, 멀리 한켠에 녹슨 로봇이 아주 느리게 움직이는 것을 발견한다.
조종실로 간 닥터는 이곳이 별 하나 없는 우주의 끝, 창조의 끝자락에 위치한 우주선임을 알아낸다. 우주선은 3년 전 해치가 열린 기록을 빼면 생명의 흔적이 전혀 없었다. 우주선의 엔진을 재가동하기로 한 닥터와 도나는 서로 다른 방에서 장치를 조작하다, 도나와 닥터의 모습을 한 도플갱어를 각각 마주한다. 도플갱어들은 자신과 도나의 형체를 복제하는 것은 물론 기억까지 빼앗았지만, 아직은 형체도 질량도 제대로 가누지 못하여 팔과 턱이 기괴하게 늘어지는 모습이었다. 복도로 도망쳐 나온 닥터와 도나는 도플갱어들이 질량을 제어하지 못해 한쪽을 꽉 채워버린 틈을 타, 벽 타일 위로 올라탔다가 그 속의 밀폐 복도에 갇혀버린다. 출구로 나온 닥터는 도나를, 도나는 닥터를 각각 마주하는데, 진짜인지 도플갱어인지 의심되는 상황 속에서 본인들만이 알고 있을 이야기로 상대가 도플갱어임을 간파하고 빠져나온다.
도플갱어들은 닥터와 도나의 생각을 읽고 점점 더 진짜처럼 바뀌어 간다. 자칫하다간 저들에게 타디스를 빼앗길 위기에 처한 닥터는, 이 버려진 우주선의 선장이 선체 밖으로 나가 자살했다는 사실, 그리고 우주선에 울려퍼지는 단어는 숫자였다는 사실을 알아낸다. 닥터의 추론에 따르면 3년 전 지금의 도플갱어를 만들어낸 미지의 존재들이 선체에 침입하자, 선장은 로봇에게 우주선 폭파 버튼을 누르도록 설정하되, 미지의 존재들이 자기의 생각을 읽지 못하도록 3년에 걸쳐 아주 느린 카운트다운을 설정해 놓고 자살한 것이었다. 이에 닥터와 도나, 그리고 두 도플갱어는 로봇이 폭파 버튼을 누르는 것을 막으러 복도로 뛰어간다. 그 때 도플갱어들이 폭파를 막지 못하면 위험 요인도 제거된다는 것을 문뜩 깨달은 닥터의 앞에 타디스가 나타난다. 닥터는 도플갱어 도나를 타디스에 잘못 태웠다가, 도나의 팔이 0.05mm 더 길다는 사실을 알아내고, 진짜 도나를 찾아가 폭발의 화염으로부터 구출해 낸다.
도나가 떠난 날로부터 하루가 지나, 타디스가 떠났던 런던 거리에 다시 착륙한 타디스. 닥터와 도나는 그곳을 지키던 윌프레드 모트와 재회한다. 그런데 런던 거리의 사람들이 서로 화를 내고, 가판대에 불길이 치솟는가 하면, 난데없이 비행기가 추락하는 등 난장판이 벌어진다.